# Libertador General San Martín (departamento de Misiones)
| Departamento Libertador General San Martín | Departamento Libertador General San Martín                                        |
| ------------------------------------------ | --------------------------------------------------------------------------------- |
| País:                                      | Argentina                                                                         |
| Província:                                 | Misiones                                                                          |
| Capital:                                   | Puerto Rico                                                                       |
| Superfície:                                | 1.451 km²                                                                         |
| População:                                 | 42.440 (IDEC - 2001)                                                              |
| Densidade: 27,85 hab/km²                   |                                                                                   |
| Altitude:                                  |                                                                                   |
| Localização:                               |                                                                                   |
| Municípios:                                | - Capioví - El Alcázar - Garuhapé - Puerto Leoni - Puerto Rico - Ruiz de Montoya. |
| Web:                                       |                                                                                   |
| Localização na província                   |                                                                                   |
| Departamento                               |                                                                                   |

Libertador General San Martín é um departamento da Argentina, localizado na província de Misiones.